# 至善堂
至善堂全名財團法人台北市至善堂位於台灣台北市保安街之齋教先天道齋堂，為主祀釋迦牟尼及觀音之佛教廟宇。該廟宇興建於1913年，歷經整修多次，今為位於台北大同區之公寓型廟宇建築。另外，該廟宇的組織型態為財團法人制，祭典日期則是每年農曆之三月初一、六月十九、九月初四。